# Dirk Schreyer
Dirk Schreyer (* 28. Juli 1944 in Lauenburg/Elbe) ist ein ehemaliger deutscher Ruderer. 1968 wurde er Olympiasieger im Achter.

## Leben
Der Ruderer vom Ratzeburger Ruderclub gehörte von 1965 bis 1968 zum von Karl Adam in der Ruderakademie Ratzeburg trainierten Achter, der ab 1966 von der Presse als Deutschland-Achter bezeichnet wurde. Schreyer kam 1965 in das Boot, in dem noch fünf Ruderer saßen, die im Jahr zuvor die olympische Silbermedaille gewonnen hatten, und übernahm die zweite Position im Bug des Bootes. In der Besetzung Horst Meyer, Dirk Schreyer, Christian Prey, Klaus Behrens, Dagobert Thometschek, Jürgen Schröder, Hans-Jürgen Wallbrecht und Schlagmann Klaus Aeffke gewann dieses Boot mit dem Steuermann Peter Niehusen bei der Europameisterschaft in Duisburg vor den Booten aus der Sowjetunion und den Gaststartern aus den Vereinigten Staaten, in deren Boot noch fünf Ruderer aus dem Olympiasiegerboot von 1964 saßen.
Vor der Saison 1966 wurde fast das ganze Boot umbesetzt, die Renngemeinschaft aus Ratzeburg, Lübeck und Kiel wurde zu einer erweiterten Renngemeinschaft mit Ruderern aus Karlsruhe, Frankfurt am Main und Berlin. Bei der Weltmeisterschaft in Bled trat der Achter in dieser Besetzung an: Horst Meyer, Dirk Schreyer, Michael Schwan, Ulrich Luhn, Peter Hertel, Rüdiger Henning, Lutz Ulbricht, Peter Kuhn und Steuermann Peter Niehusen. Dieses Boot verteidigte den Weltmeistertitel von 1962 erfolgreich mit einem Sieg vor den Achtern aus der UdSSR und der DDR.
Die Europameisterschaft 1967 fand in Vichy statt. Der Deutschland-Achter startete in der Besetzung Horst Meyer, Dirk Schreyer, Rüdiger Henning, Ulrich Luhn, Wolfgang Hottenrott, Egbert Hirschfelder, Jörg Siebert, Roland Boese und Steuermann Gunther Tiersch. Dieser erneut kräftig umbesetzte Achter gewann die Europameisterschaft vor der Sowjetunion und den Gaststartern aus den USA. Es war der vierte Europameistertitel in Folge für den Deutschland-Achter.
1968 saß Rückkehrer Lutz Ulbricht für Ulrich Luhn im Deutschland-Achter. Horst Meyer, Dirk Schreyer, Rüdiger Henning, Wolfgang Hottenrott, Lutz Ulbricht, Egbert Hirschfelder, Jörg Siebert, Roland Boese und Steuermann Gunther Tiersch wurden gemeinsam Deutscher Meister, Schreyers vierter Titel in Folge. Bei den Olympischen Spielen musste Roland Boese am Finaltag wegen Krankheit durch Niko Ott ersetzt werden und diese Besetzung gewann dann auch Gold vor den Australiern. Der Deutschland-Achter wurde 1968 von den Sportjournalisten zur Mannschaft des Jahres gewählt.
Nach seiner Karriere wurde der Diplom-Volkswirt Mitinhaber einer Versicherungsmakler-Firma in Hamburg. Schreyer ist Mitglied der Ruder-Gesellschaft Lauenburg, Ehrenmitglied des Ratzeburger Ruderclubs und Mitglied im Der Hamburger und Germania Ruder Club. Er wurde neben der Verleihung des Silbernen Lorbeerblattes, der höchsten deutschen Sportauszeichnung mit Ordensrang, 2009 mit der goldenen Ehrennadel des Deutschen Ruderverbandes ausgezeichnet.
Dirk Schreyer, der das Rudern in der Rudergesellschaft Lauenburg gelernt hat, wurde nach dem Olympiasieg für diese Leistung von der Stadt der erste „Rufer“ verliehen.